# Блакитна діра (Червоне море)

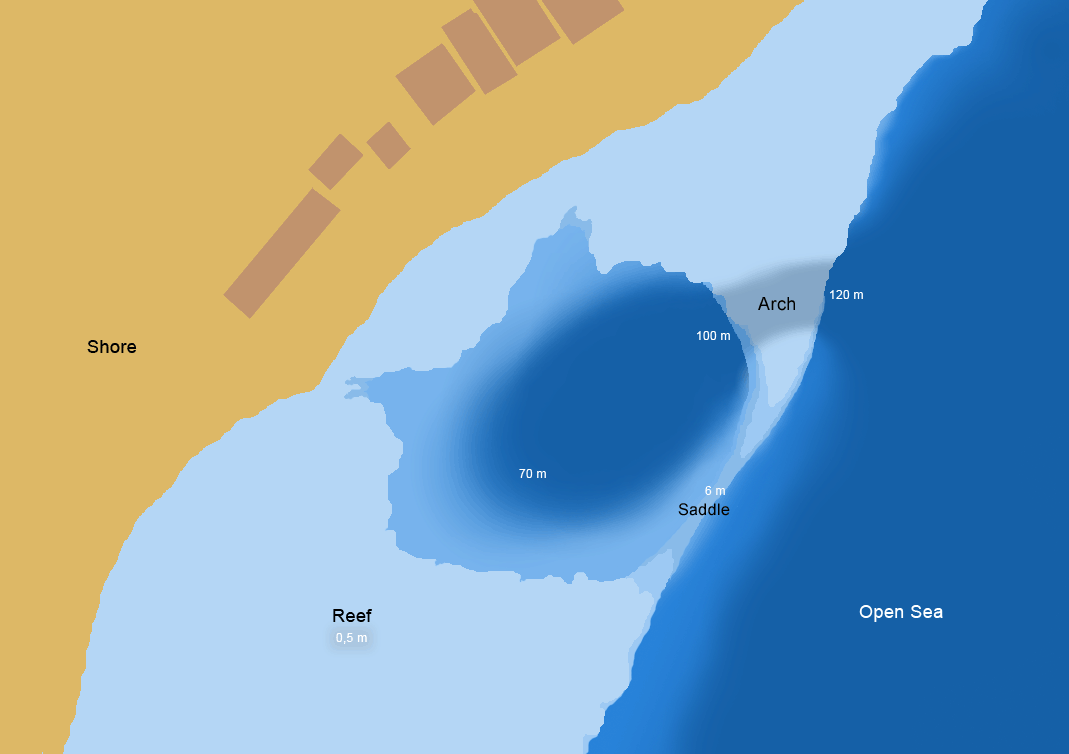
Maпа

28°34′20″ пн. ш. 34°32′15″ сх. д. / 28.572219444444° пн. ш. 34.537375° сх. д.
Блакитна діра (від англ. Blue Hole) — підводна вертикальна печера неподалік від Дахабу в Єгипті. Входить до десятки найнебезпечніших у світі місць для занурень або «Кладовище дайверів».
Оточений кораловими рифами карстовий провал глибиною близько 130 м. З глибини 52—55 м печеру з морем сполучає прохід. Корали, що нависають над проходом, утворили подібність арки, звідси й пішла назва Арка.
Традиційний маршрут для дайверів-любителів складається із занурення через Bells (200 м на північ від Блакитної діри), переміщення уздовж стінки рифа і входження у Блакитну діру через верхній перешийок, що називається Сідло арки (на глибині 6—7 м). Пройшовши через Блакитну діру по хорді або уздовж стінки, можна вибратися з води. Таким чином, знайомство з цим дайв-сайтом не вимагає занурень глибше 20—30 м.
Дурну славу Блакитній дірі створили безвідповідальні дайвери, здійснюючі занурення в цьому місці, не маючи достатньої кваліфікації і відповідного спорядження. Оманлива простота проходження Арки з одним балоном для дайвінгу і з рекреаційним спорядженням часто призводить до сумного фіналу. Причина тому — азотний наркоз і вичерпання запасу повітря при спливанні.
На згадку про загиблих у Блакитній дірі дайверів на березі створений меморіал. Проте через велику кількість таких дайверів перестали ставити «таблички» з іменами загиблих, оскільки це відлякує туристів.
Блакитна діра є ідеальним місцем для занурення досвідчених технічних дайверів. Зручний захід у воду, відновлений Володимиром Справцовим із друзями в липні 2014 р., відсутність хвилювання на поверхні і течій під водою. У центрі Блакитної діри глибина близько 80 м, далі по схилу 100 м і на виході з-під Арки — 135 м. Крім того, тут і до цього дня занурюються фридайвери.

## Фридайвінг
Серед дайверів, які подолали арку Блакитної діри в режимі фридайвінгу на одному вдиху: Вільям Трубрідж (Нова Зеландія) — без допоміжних засобів (ласти, монофін, вантажі), Герберт Ніцш (Австрія), Бівін (ПАР), Наталя Молчанова та її син Олексій, Євген Сичов, Юрій Шматко (Росія), Олександр Бубенчиков (Україна), Наталія Жаркова (Україна), Костянтин Новіков (Росія).
Наталя Молчанова — перша жінка у світі, яка здійснила прохід арки на одному вдиху.
27 жовтня 2016 року Наталія Жаркова стала першою українкою і другою жінкою у світі, яка пронирнула арку в підводній вертикальній печері «Блакитна діра» на одному вдиху. Глибина занурення склала 56 метрів і близько 30 метрів спортсменка подолала по горизонталі.

## Інфраструктура на березі
На березі є значний простір для паркування автомобілів і автобусів. Є декілька кафе і магазинів з сувенірами, а також туалет (платний). Практично усі кафе і готельні мансарди належать бедуїнам, частково кочовим племенам пустелі Єгипту.

## Фототека

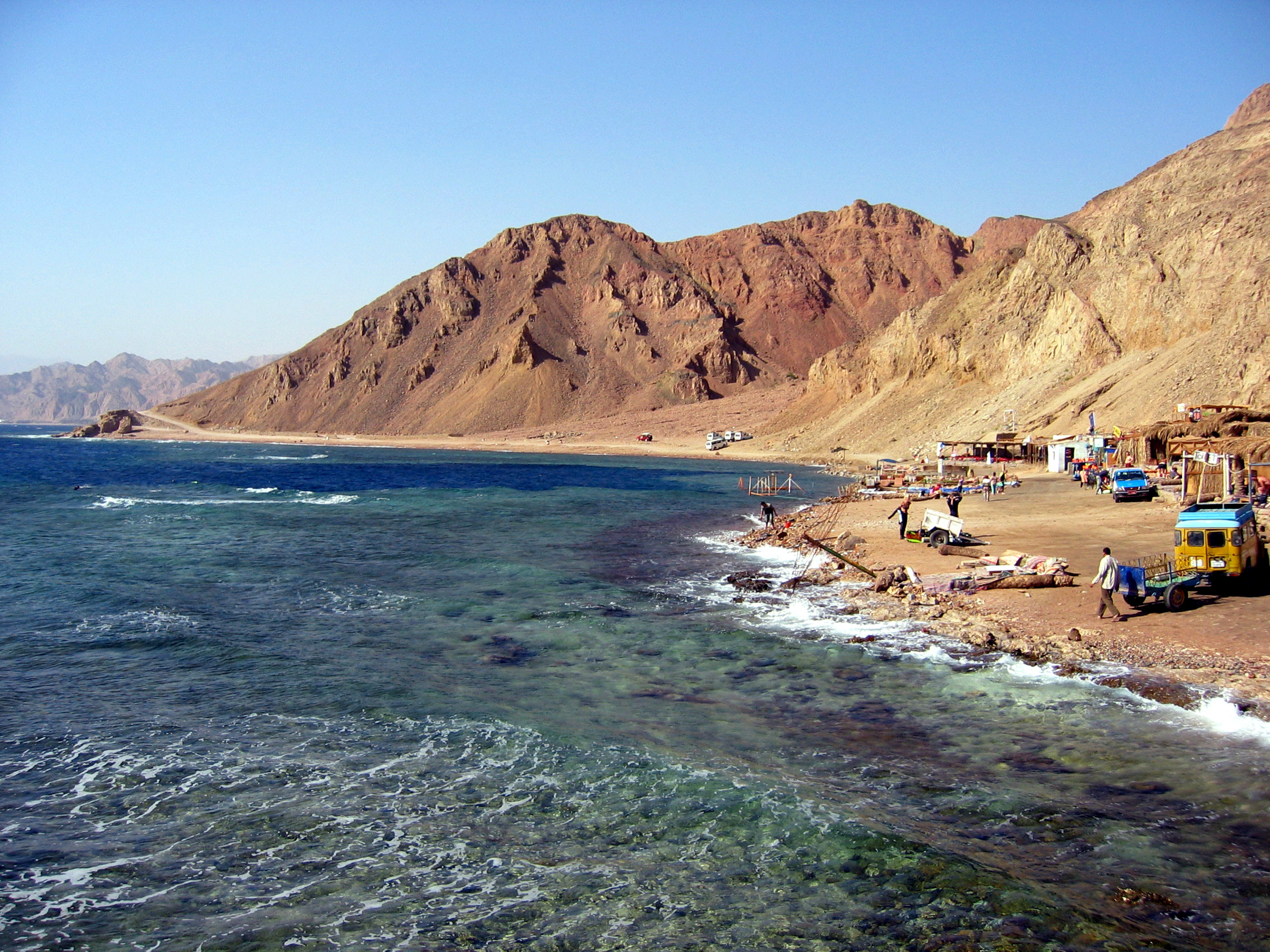
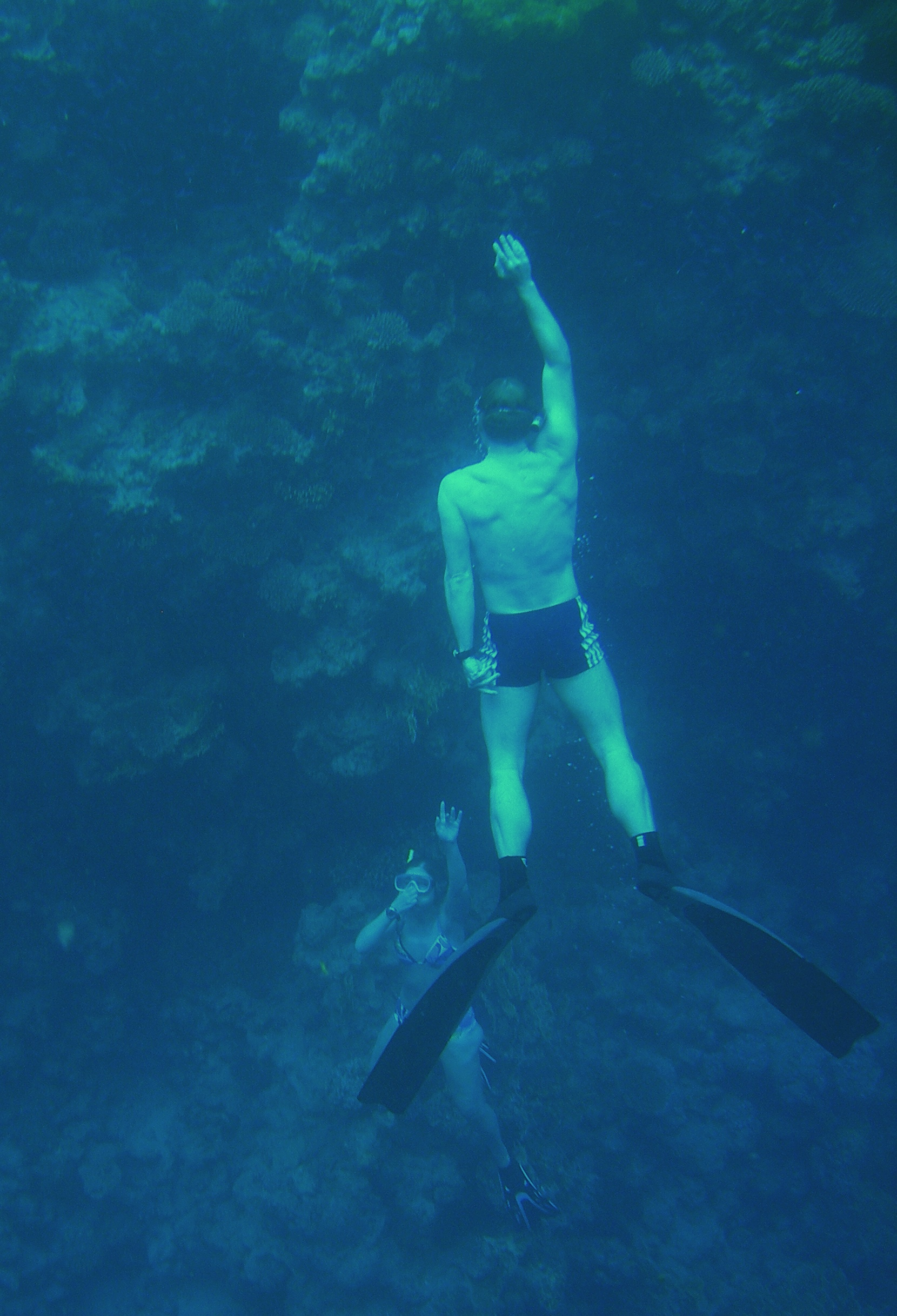
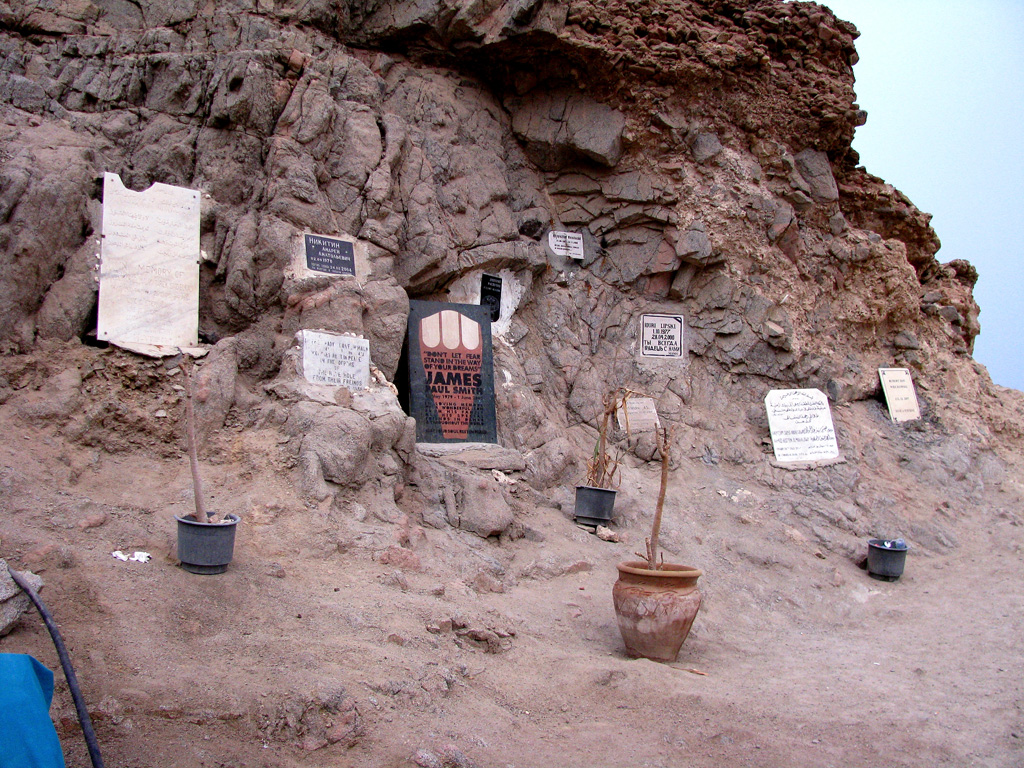
Меморіал